# Ukwa
Ukwa är en ort i Indien.   Den ligger i distriktet Bālāghāt och delstaten Madhya Pradesh, i den centrala delen av landet, 800 km söder om huvudstaden New Delhi. Ukwa ligger 630 meter över havet och antalet invånare är 7 369.
Terrängen runt Ukwa är platt åt sydväst, men åt nordost är den kuperad. Runt Ukwa är det ganska tätbefolkat, med 108 invånare per kvadratkilometer. Närmaste större samhälle är Baihar, 16,8 km nordost om Ukwa. I omgivningarna runt Ukwa växer i huvudsak blandskog.